# Famiglie nella pubblicità

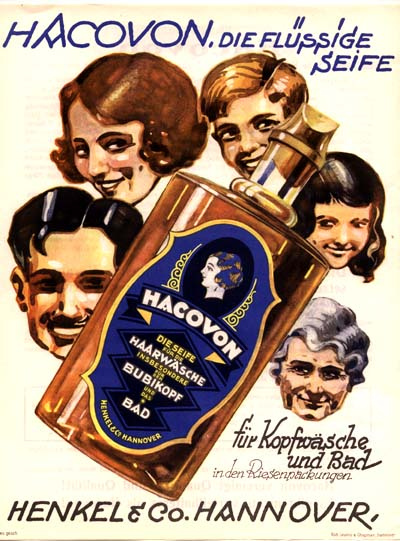
Un esempio di pubblicità per un sapone liquido della Henkel, nella Germania nel 1920

Le famiglie nella pubblicità sono state utilizzate fin dalla seconda rivoluzione industriale,  nelle campagne pubblicitarie e nelle campagne di marketing per aumentare i profitti. Alcuni sociologi sostengono che queste pubblicità influenzino i modi, i comportamenti e gli atteggiamenti verso la società, altri sostengono semplicemente che l'immagine della famiglia nella pubblicità rispecchi la realtà e che quindi detenga solo un ruolo simbolico o rappresentativo. In queste pubblicità i diversi membri della famiglia sono rappresentati in modi differenti: tali raffigurazioni spesso riflettono i ruoli tradizionali attribuiti a ogni componente nell'epoca storica a cui appartiene l'annuncio.

## Storia
La famiglia simbolica era già presente nella pubblicità in epoca anteriore alla seconda rivoluzione industriale, ma fu solo dopo quest'ultima che diventò prevalente questo tipo di pubblicità in cui si fa uso di immagini raffiguranti la famiglia.
La rivoluzione industriale ha modificato il modo di fare pubblicità: dai semplici volantini che, nell'Europa dei secoli XVII e XVIII, informavano sulla disponibilità di determinati beni, la cui audience era limitata ai fisicamente propinqui, si passò alla promozione di ingenti campagne pubblicitarie di svariati milioni di dollari che, con un ampio raggio di azione, puntavano a entrare in contatto diretto con la gente, al fine di persuadere all'acquisto dei prodotti
La rivoluzione industriale portò all'emergere di grandi soggetti aziendali quali produttori di massa: i beni divennero prodotti di marca, e iniziarono a manifestarsi, tra i consumatori, fenomeni di fedeltà al marchio (brand loyalty). Per questo, convincere i clienti ad acquistare il prodotto di una marca piuttosto che di un'altra diventò di vitale importanza per le imprese; questo comportò anche l'obbiettivo della fidelizzazione del consumatore. Il messaggio pubblicitario divenne in grado di rendere prodotti e servizi rilevanti al fine di conquistare l'attenzione del consumatore in mercati industriali competitivi.
In questo periodo, si assiste non solo a un cambio notevole nei volumi pubblicitari, ma a mutare anche le strategie di marketing dal momento che queste iniziarono a incorporare immagini e a rivolgersi a una specifica audience: questo passaggio da strategie principalmente informative a strategie pesantemente persuasive, e da audience generali a audience specifiche, dà ragione dell'uso crescente, nella pubblicità, di simboli, rappresentazioni, e stereotipi, compresi quelli sulla famiglia.
L'uso di simboli familiari nella pubblicità ha riscosso gradi variabili di successo, a seconda delle culture e società in cui sono stati proposti, perché la vita familiare sottolinea i valori che non possono essere vissuti dal singolo individuo. Questo concetto è ovviamente più importante nelle società di tipo collettivista, rispetto alle società di tipo individualista; ad esempio, in Corea del Sud (società collettivista) una pubblicità del genere ha più probabilità di successo rispetto agli Stati Uniti (società più individualista).
La moderna era post-industriale è stata segnata, nella pubblicità, dalla riaffermazione di valori sociali largamente condivisi, come l'eterosessualità e la classe media, trascurando valori o stili di vita alternativi. Nell'era post-industriale moderna la pubblicità che include la famiglia si riafferma seguendo le tradizioni: generalmente l'industria della pubblicità era conservatrice e tendeva a non deviare dalle immagini che sono socialmente accettabili. In alcune società e culture, come quella giapponese, si continua a presentare la famiglia nella sua immagine stereotipata, soprattutto nella pubblicità televisiva.
Negli ultimi dieci anni tuttavia, molte agenzie di pubblicità hanno cominciato a catturare in modo più accurato la realtà e la diversità di valori sociali, di stili di vita, alle nuove famiglie-tipo a cui appartengono i consumatori (per esempio, le famiglie composte da coppie omosessuali); però esistono anche imprese controtendenza che rilanciano il tema della famiglia tradizionale.

## Funzione della famiglia nel messaggio pubblicitario

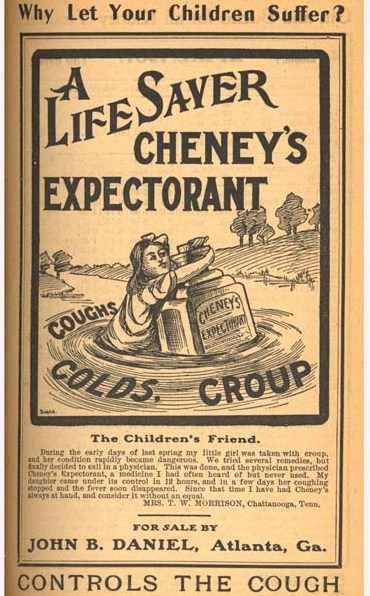
Una pubblicità del 1906 che chiede direttamente ai consumatori: "Perché lasciar soffrire i vostri bambini?"

La famiglia è un simbolo ricorrente nella pubblicità commerciale, in cui viene comunemente utilizzata per convincere il pubblico a consumare i propri beni o servizi piuttosto che quelli dei concorrenti; pertanto, la simbologia familiare utilizzata è funzionale al perseguimento degli scopi che la pubblicità si prefigge: serve a incrementare i profitti, ma anche a costruirsi una buona reputazione tra i consumatori.

### Tipi di persuasione
Per raggiungere lo scopo, questo tipo di pubblicità interviene su due piani di persuasione, psicologico sociale ed individuale.

#### Persuasione sociale
In generale, la persuasione a livello sociale fa appello al ruolo dell'individuo consumatore all'interno di un gruppo e alle corrispondenti aspettative; in particolare, fa appello a gruppi di riferimento, classi sociali, culture e subculture. In questo tipo di pubblicità, il simbolo della famiglia è socialmente convincente perché si rivolge al ruolo di ciascuno all'interno della famiglia (padre, figlio, ecc...) e alle aspettative corrispondenti a quel ruolo.
L'individuo non avverte solo una pressione sociale ed esterna ad adempiere il proprio ruolo e le aspettative correlate: essere un buon genitore, una buona sorella o un buon fratello, un buon figlio. Esiste anche una tensione emotiva interna volta a essere "buono" derivante dalla condizione psicologica di attaccamento ai rapporti interpersonali familiari; quindi, la persuasione psicologica nella pubblicità fa appello alle motivazioni, alle attitudini, e alla personalità di ciascuno. Riallacciandosi all'esempio dell'immagine riportata a fianco, una madre vuole acquistare un prodotto che promette benefici alla salute del proprio figlio non solo in virtù del ruolo sociale che ricopre e delle aspettative associate, ma anche per l'attaccamento emotivo lo lega a lui. Il tentativo di attivare le emozioni del pubblico, e di persuaderlo psicologicamente, è diffusissima tra i messaggi pubblicitari. La famiglia coinvolge in maniera significativa le persone a livello psicologico, un piano sul quale gli annunci pubblicitari risultano essere più efficaci.

#### Persuasione personale
La persuasione personale fa invece appello alla propria identità e ai comportamenti dei singoli consumatori. Il simbolo costituito dalla famiglia è convincente sul piano personale perché le famiglie fanno scelte di acquisto muovendosi come un'unità. Inoltre, va considerato che spesso esiste un componente della famiglia che può prendere la maggior parte delle decisioni d'acquisto.
In questo caso, sarà più redditizio ed efficace puntare con la pubblicità a questo soggetto, facendo riferimento alla sua collocazione e alla sua responsabilità all'interno della famiglia, piuttosto che rivolgersi ad altre figure. Quale esempio di persuasione personale si può guardare alla politica adottata da McDonald's in India, che ha beneficiato di un grande successo di marketing grazie alla scelta di denominare i propri ristoranti come "McDonald's Family Restaurant"; un altro esempio può essere la pubblicità rappresentata qui accanto: è evidente l'enfasi posta sulla figura paterna, la cui raffigurazione in dimensioni relativamente più grandi rispetto agli altri membri della famiglia persegue l'intento preciso di attirare maggiormente l'attenzione dei padri.

## Interpretazioni sociologiche

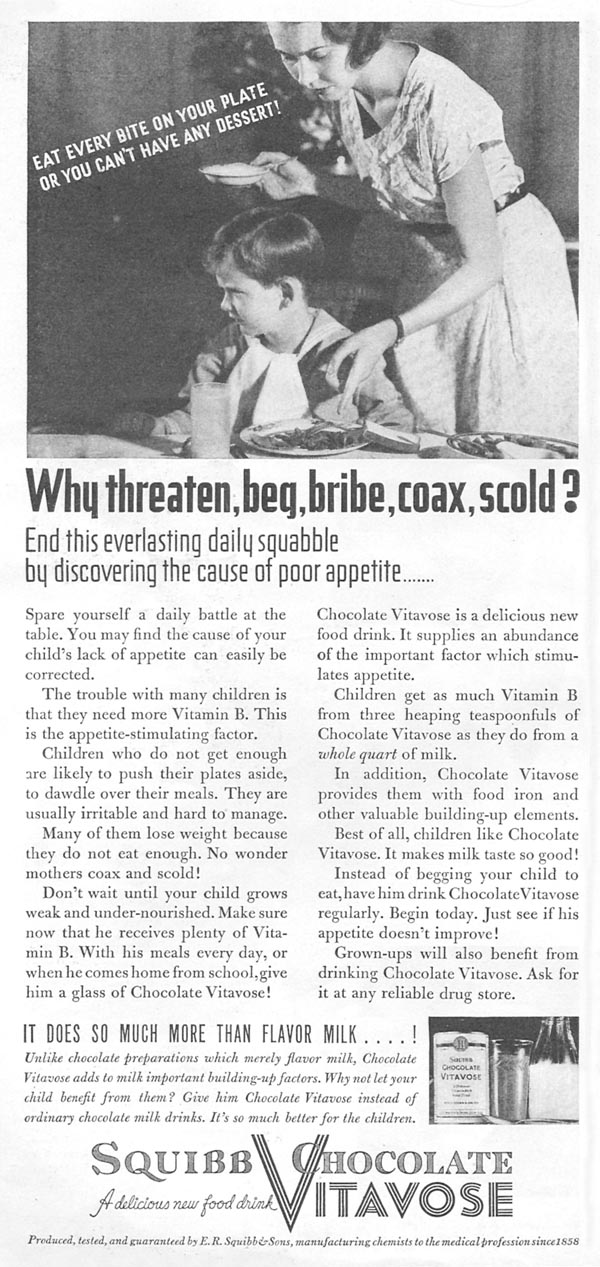
Cure parentali per la figura della madre nella pubblicità dell'integratore Chocolate Vitavose della Squibb, nel 1932

Il fatto che la pubblicità venga utilizzata per attirare clienti è assodato, ma bisogna anche guardare ai possibili effetti occulti indiretti.
Nel suo funzionamento, essa produce significati: affermazioni e rappresentazioni riguardanti razza, classe sociale, genere, valori, famiglia; nel fare questo, non si limita a un'enunciazione descrittiva delle categorie sociali, ma finisce per assolvere anche a una funzione prescrittiva, in quanto essa suggerisce e prescrive il modo corretto di comportarsi in conformità con gli ideali socialmente condivisi e le norme sociali. Secondo i sociologi Russell Belk e Richard Pollay: «Non solo la pubblicità ci mostra la vita ideale, essa ci istruisce su come vivere.». Puntando su specifici gruppi di persone per i prodotti e servizi, gli annunci pubblicitari non solo riflettono i mutamenti nelle norme sociali ma si pongono essi stessi come attori di cambiamento delle norme sociali che regolano l'accettabilità dei comportamenti. Alcuni sociologi sostengono, invece, che la famiglia abbia solo un mero ruolo simbolico e che rifletta i valori culturali correnti. Le pubblicità non riflettono solo i mutamenti intervenuti nelle norme sociali, ma esprimono anche un giudizio sull'accettabilità dei comportamenti.
Ne consegue che i sociologi hanno messo in guardia il pubblico sulla necessità di interpretare gli annunci contenenti immagini familiari non come semplici messaggi di marketing, ma anche come veicoli per comportamenti e atteggiamenti nei confronti della società.
La pubblicità, e in particolare quella incentrata sulla famiglia, illustra la transizione dalla famiglia moderna a quella postmoderna. In questo passaggio vi è la transizione dalla famiglia nucleare della classe media in cui l'eterosessualità detta le norme per il riconoscimento e l'accettazione di una varietà di differenti famiglie-tipo, verso un'apertura alla polisessualità e al pluralismo della società; è inoltre il passaggio dalla cultura di massa alla prevalenza delle sub-culture e del multiculturalismo. Il critico letterario Fredric Jameson ha affermato che: «la nostra pubblicità... è alimentata dal postmodernismo in tutte le arti, ed è inconcepibile senza di esso.».

## Rappresentazione dei ruoli familiari nella pubblicità

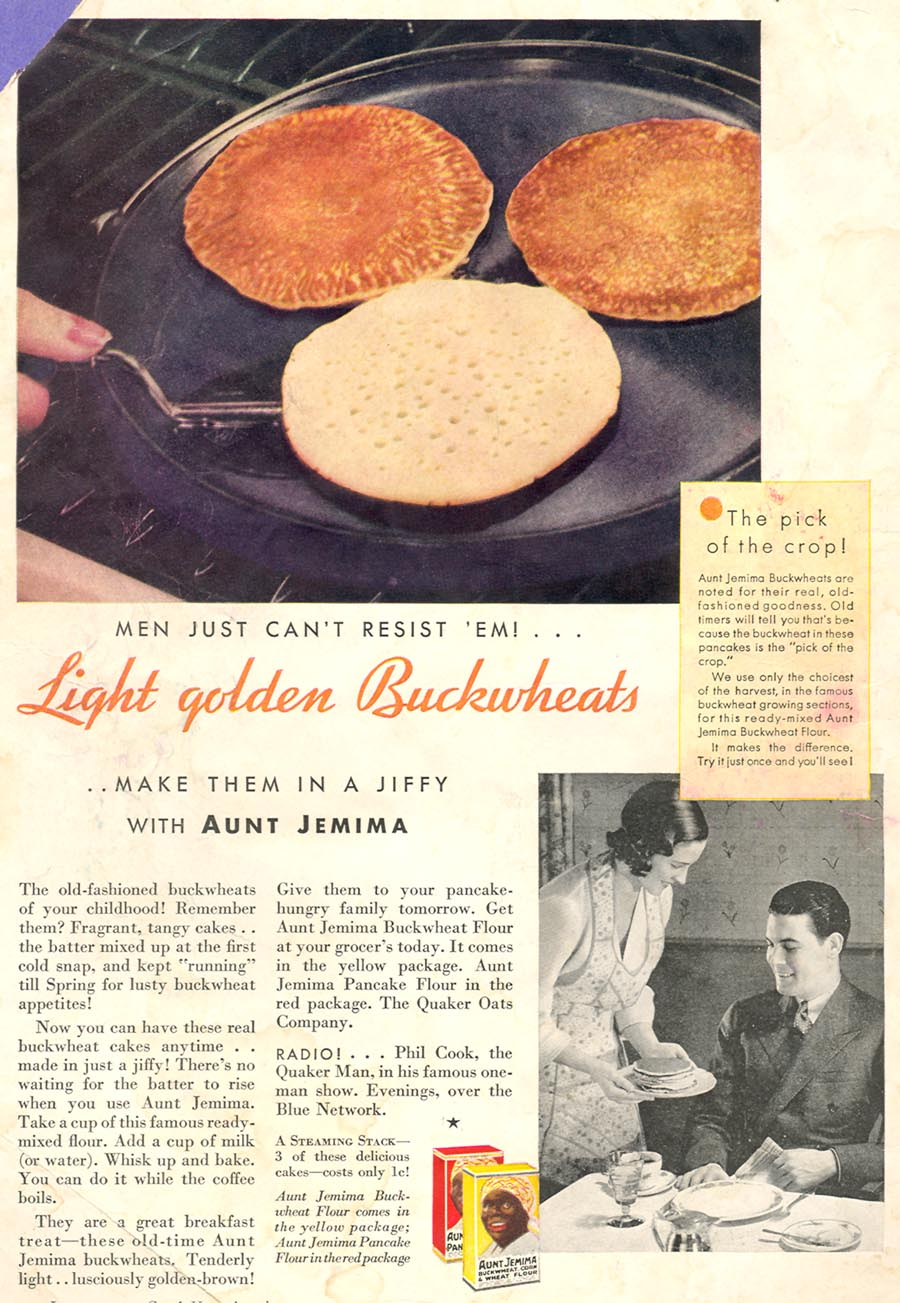
La moglie serve la colazione al marito in procinto di andare al lavoro, in una pubblicità dei pancake Aunt Jemima (1932)

### Mogli
In genere, le pubblicità tendono a riflettere gli atteggiamenti diffusi e i ruoli del tempo. Ad esempio, nel 1920, quando solo una piccola percentuale delle mogli svolgeva lavoro retribuito fuori casa, era raro vedere mogli raffigurate come intente a un lavoro esterno. Piuttosto, le donne erano principalmente ritratte mentre stavano eseguendo mansioni prettamente domestiche. L'eccezione a questa regola è nata in tempi di difficoltà economica, quando le mogli sono dovute entrare nella forza lavoro per assicurare la sopravvivenza economica del nucleo familiare. Uno di questi tempi è stata la Grande depressione negli anni trenta. Da allora, siccome le faccende domestiche diventarono meno importanti in un ruolo familiare come quello della moglie, la quantità di pubblicità che ritrae solo donne che lavorano in casa andò declinando.

### Mariti
Proprio come l'immagine della moglie nella pubblicità ha riflesso i ruoli appropriati per una moglie, anche le immagini del marito riflettono i valori culturali che ruotano attorno al suo ruolo; per esempio, è comune trovare immagini del marito che lavora fuori casa e che si prende cura delle finanze familiari. È stato osservato che questo ruolo è stato particolarmente prevalente durante il 1920, il 1936 ed il 1970. Nel caso dei lavori domestici, il marito si incontra sporadicamente nella pubblicità; fanno eccezione i casi in cui essi sono raffigurati in situazioni in cui danno mostra di svolgere le faccende domestiche in modo particolarmente maldestro. Inoltre, è stato osservato che, nel corso del tempo,  la raffigurazione di mariti e mogli in situazioni di intimità romantica è andato crescendo.

### Madri e padri
Nel corso della storia, le madri sono state rappresentate come i soggetti primari nella cura dei bambini. L'accudimento dei figli comprende attività quali l'allattamento al seno, il cambio dei pannolini, la nutrizione, ecc. Alcuni teorizzano che questo ha a che fare con l'idea delle donne come portatrici di un naturale istinto materno. I padri, invece, sono più relegati ad attività di gioco con i loro bambini, e sono più suscettibili di una raffigurazione che li veda interagire con i figli maschi piuttosto che con le figlie femmine. Allo stesso modo con cui si è avuto il declino nel tempo di certe rappresentazioni delle mogli come casalinghe, è andata diminuendo anche la rappresentazione delle madri come uniche responsabili delle cure filiali. Invece, c'è stato un aumento di rappresentazioni di madri che compiono attività ricreative con la propria prole.

### Altri membri della famiglia
Così come i padri sono raffigurati, di solito, in attività ricreative con i loro figli, anche gli altri membri maschi della famiglia, tra cui i figli e i nipoti maschi, sono colti in attività di gioco per la maggior parte del tempo. È interessante notare come le giovani donne della famiglia siano raffigurate anch'esse in momenti ludici, ma in attività che tendono più spesso a riprodurre, nel gioco, le occupazioni legate alla cura della case o dei bambini (per esempio: accudire una bambola).
L'immagine del nonno è stata in gran parte inesistente nella pubblicità.
È importante anche notare come le rappresentazioni della famiglia dipendano dal medium pubblicitario su cui l'immagine è riprodotta e dal pubblico che la pubblicità si prefigge di raggiungere. Ad esempio, in una rivista femminile come Good Housekeeping ci si può attendere, con maggior probabilità, di trovare donne che interpretano il ruolo di donne di casa.